# Modulação por divisão ortogonal de frequência

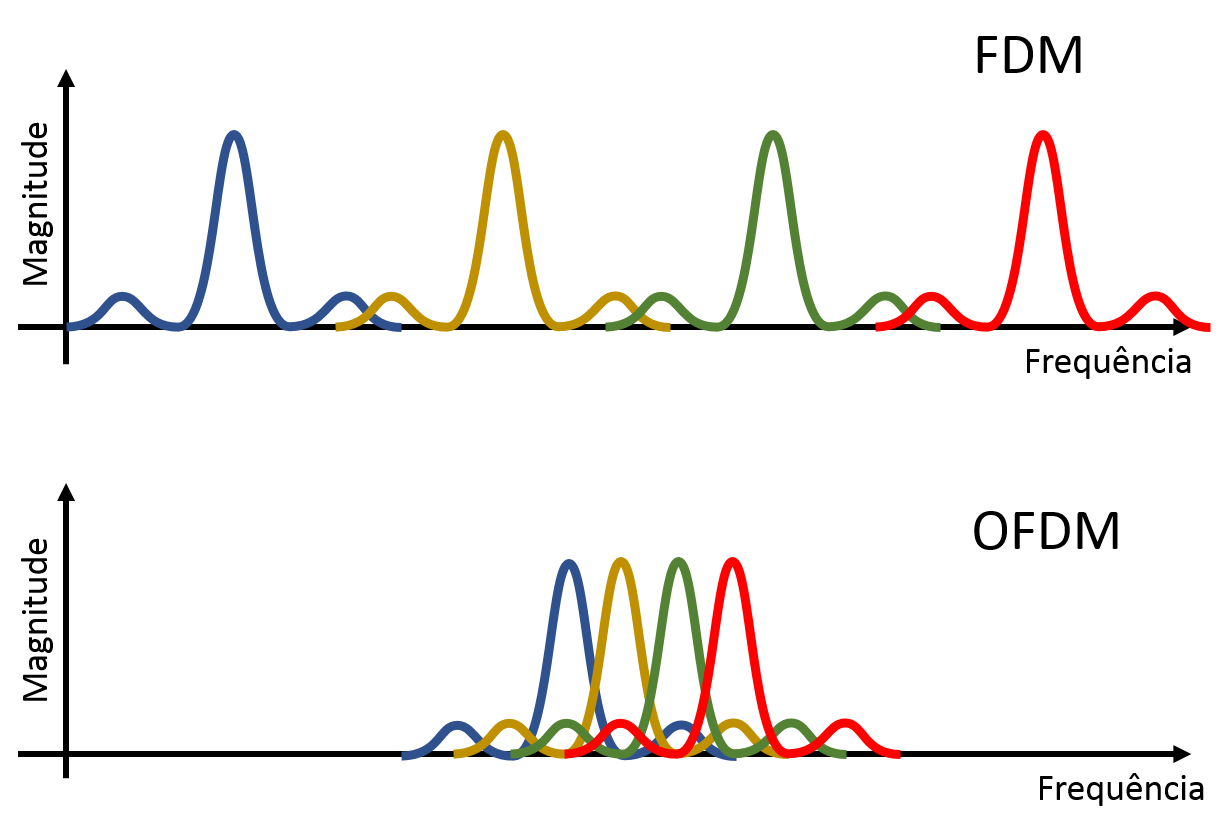
Ilustração da eficiência espectral entre as técnicas de modulação por divisão de frequência e a modulação por divisão de frequência ortogonal para um conjunto de 4 portadoras

Nas Telecomunicações a modulação por divisão ortogonal de frequência, em inglês Orthogonal Frequency Division Multiplexing (OFDM), consiste em um esquema de modulação digital que codifica a informação em múltiplas portadoras. Esta técnica permite a transmissão de informações em banda-larga de forma eficiente sendo amplamente utilizada em diversas aplicações, tais como: TV Digital, Modens, redes 4G, etc. Caso a informação passe por um codificador de canal, com objetivo de reduzir a probabilidade de erros na recepção do sinal, dar-se a denominação: modulação codificada por divisão ortogonal de frequência, em inglês Coded Orthogonal Frequency Division Multiplexing (COFDM).
A técnica OFDM consiste no aprimoramento da modulação por divisão de frequência, em inglês Frequency Division Multiplexing (FDM) ao definir que o espaçamento entre as portadoras seja ortogonal. Na prática isto permite uma maior eficiência espectral ao utilizar uma banda menor para transmitir a mesma quantidade de informação.
Uma das vantagens desta técnica em relação a transmissão em banda-base consiste na robustez ao multipercurso e aos desvanecimentos seletivos em frequência durante as comunicações sem fio. A robustez dar-se pela garantia que parte da informação chegará ao receptor de forma correta, possibilitando utilizar códigos detectores e corretores de erro.

## Características da modulação OFDM
A modulação OFDM é muito robusta fronte ao multitrajeto, que é muito habitual nos canais de radiodifusão, fronte aos desvanecimentos seletivos em frequência e fronte às interferências de RF.

Devido às características desta modulação, os distintos sinais com distintos retardos e amplitudes que chegam ao receptor contribuem positivamente à recepção, pelo que existe a possibilidade de criar redes de radiodifusão de frequência única sem que existam problemas de interferência.

{\displaystyle \Delta f=1/f_{D}}

## Aplicações do OFDM
Entre os sistemas que usam a modulação OFDM destacam:
- Alguns padrões de televisão digital terrestre; como o DVB-T, ISDB-T e ISDB-TB.
- A rádio digital DAB
- A rádio digital de baixa frequência DRM
- O protocolo de enlace ADSL
- O protocolo de rede de área local IEEE 802.11a/g/n, também conhecido como Wireless LAN
- O sistema de transmissão sem fios de dados WiMAX
- A tecnologia MIMO (Multiple Input, Multiple Output)

## Transmissor OFDM
O transmissor mapeia os bits em símbolos de uma determinada constelação (por exemplo: PSK, FSK, QAM), passam por um conversor serial-paralelo, passam pela transformada inversa de Fourier, é adicionado um prefixo cíclico, são codificados em diferentes portadoras e transmitidos ao seu destino.
A etapa da transformada inversa de Fourier aliada com a adição do prefixo ciclico formam a resistência à interferência inter simbólica

## Receptor OFDM
O receptor realiza o processo inverso. Para isto ele recupera o sinal utilizando filtros digitais.